# Агдере (Товузский район)
Агдере (азерб. Ağdərə) — село в Товузском районе Азербайджана, входит в состав Гариблинского муниципалитета.